# Cementiri de Sant Pere de Reixac
El cementiri de Sant Pere de Reixac és un dels cementiris de Montcada i Reixac (Vallès Occidental) i té una de les portes d'entrada inclosa a l'Inventari del Patrimoni Arquitectònic de Catalunya.

## Porta d'entrada

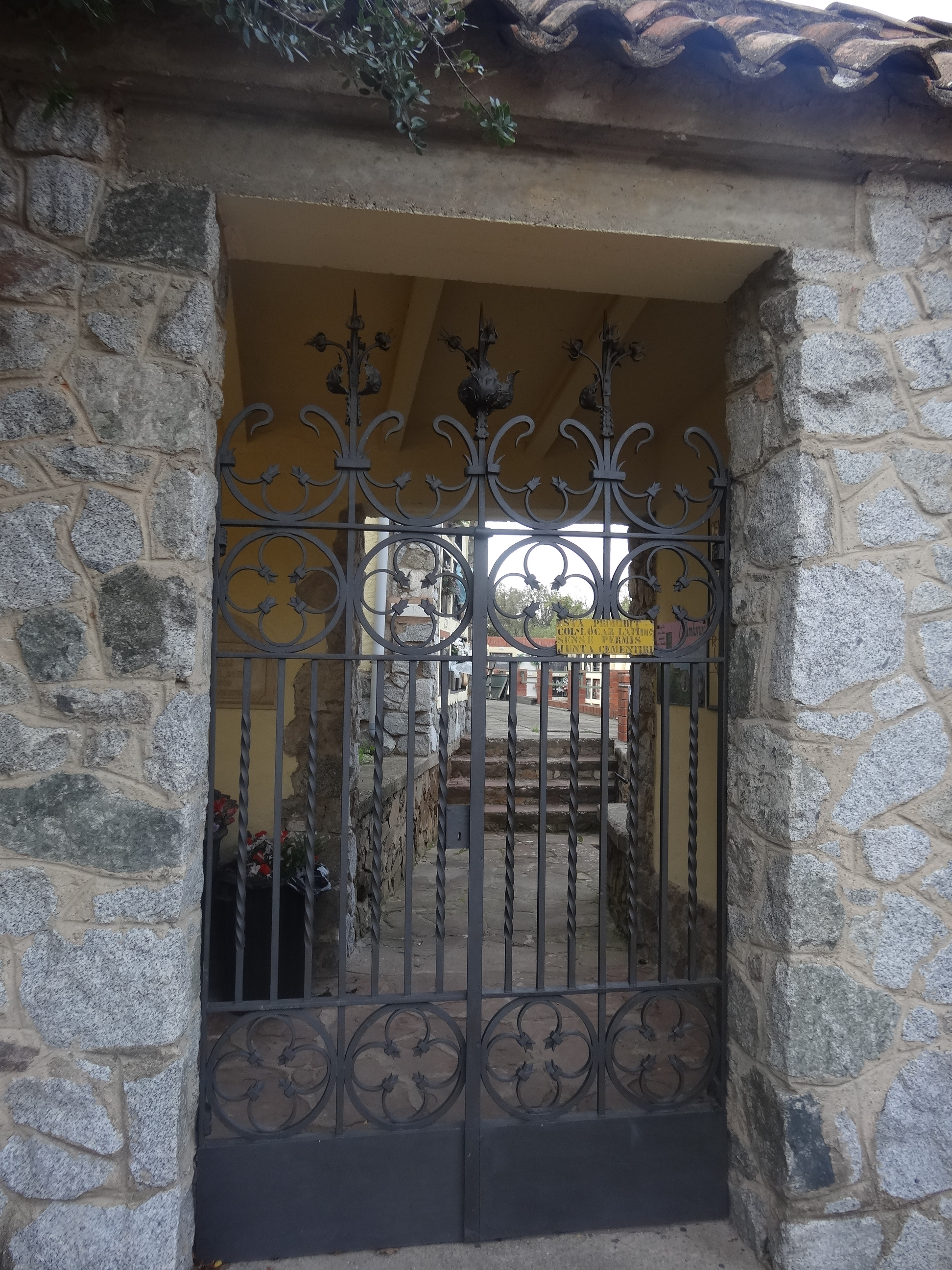
La porta del cementiri que és inclosa a l'IPAC

La reixa de forma rectangular que s'origina a partir d'una planxa de ferro totalment llisa i des d'on pren suport el treball veritablement enreixat. A partir d'aquest punt comencen els tres registres que donen cos a la porta, per acabar en una sanefa de coronament.
És una porta de dues fulles amb la distribució dels seus elements decoratius de forma simètrica a cada una d'elles. Així doncs, tenim un primer registre format per una sanefa compartimentada en quatre quadrats que ensems tenen inscrits sengles ornaments quadrifolis. El segon registre és un tram format pel conjunt de barres verticals amb alternança de treball, quadrades i entorcillades en espiral. El tercer registre està constituït per una sanefa de les mateixes característiques que la del primer registre.
Tot aquest cos es troba coronat per una sanefa on l'ornamentació de tipus quadrifoli ha quedat representada solament a la meitat i l'element circular s'ha deixat obert per la part superior. A cada confluència de dos elements circulars hi talla tangencialment l'única barra que va de baix a dalt i que es troba rematada per cards.
Aquesta reixa es trobava col·locada a l'altar de Sant Josep (capella lateral) de l'església parroquial de Santa Engràcia. Després de la desfeta durant la Guerra Civil, solament aquesta fou salvada. L'any 1940 se li dona la nova ubicació, el cementiri de Sant Pere de Reixac.